# Cung điện mới (Potsdam)
Cung điện Mới (tiếng Đức: Neues Palais) là một cung điện nằm ở phía tây công viên Sanssouci ở Potsdam, Đức. Nó được vua Friedrich II (Friedrich Đại đế) cho xây dựng vào năm 1763, sau khi giành chiến thắng trong Chiến tranh Bảy Năm và được hoàn thành vào năm 1769. Đây được xem là công trình kiến trúc Baroque vĩ đại cuối cùng của Phổ. Năm 1990, cung điện được UNESCO công nhận là Di sản thế giới và sau hai lần mở rộng vào các năm 1992, 1999 thì hiện cung điện là một phần của di sản Quần thể cung điện và công viên của Potsdam và Berlin.

## Lịch sử
Việc xây dựng cung điện bắt đầu vào cuối Chiến tranh Bảy Năm để kỷ niệm chiến thắng của Phổ. Cuộc chiến còn được gọi là Chiến tranh Silesia lần thứ ba do tranh chấp Silesia. Xét về mặt kiến trúc, Frederick Đại đế đã tìm cách chứng minh sức mạnh và vinh quang của nước Phổ không phải là lời khoác lác, một sự lộng lẫy của đá cẩm thạch, đá và mạ vàng.
Đối với nhà vua, cung điện mới không phải là nơi ở chính mà là nơi trưng bày để tiếp đón các hoàng gia và người có tước vị quan trọng. Trong số hơn 200 phòng, bốn phòng họp chính và một nhà hát dành cho các sự kiện hoàng gia, vũ hội và các dịp lễ cấp quốc gia. Trong thời gian thỉnh thoảng ở lại cung điện, Friedrich đã sử dụng một dãy phòng ở cuối phía nam của tòa nhà, bao gồm hai tiền sảnh, một phòng làm việc, một phòng hòa nhạc, một nhà ăn và một phòng ngủ, cùng những phòng khác.
Sau khi Friedrich Đại đế qua đời vào năm 1786, cung điện mới hiếm khi được sử dụng làm nơi ở hoặc địa điểm giải trí. Tuy nhiên, bắt đầu từ năm 1859, nó đã trở thành nơi ở mùa hè của Thái tử Đức, người sau này trở thành Hoàng đế Đức Friedrich III. Cung điện là nơi ở ưa thích của ông và hoàng hậu Viktoria trong suốt 99 ngày trị vì. Trong thời gian trị vì ngắn ngủi của Friedrich III, cung điện được đổi tên thành "cung điện Friedrichskron" (tiếng Đức: Schloss Friedrichskron) và một con hào được đào xung quanh cung điện. Thời kỳ hoàng đế Wilhelm II chứng kiến việc cải tạo và trùng tu bên trong cung điện với việc lắp đặt hệ thống sưởi bằng hơi nước, phòng tắm trong các căn phòng quan trọng và điện khí hóa những chiếc đèn chùm mà Friedrich Đại đế đã thu thập được từ khắp châu Âu. Cho đến năm 1918, nó vẫn là nơi ở ưa thích của Wilhelm II và Hoàng hậu Auguste Viktoria.
Sau Cách mạng Tháng 11 và sự thoái vị của Wilhelm II, cung điện mới đã trở thành một viện bảo tàng và vẫn như vậy cho đến Chiến tranh thế giới lần thứ hai. Một số kho báu của cung điện đã bị Hồng quân Liên Xô cướp phá vào cuối cuộc chiến. Phần lớn đồ đạc của nó đã được di rời và đưa đến dinh thự của Wilhelm II bị lưu đày tại Huis Doorn, Hà Lan. Phần lớn các hiện vật được người Hà Lan phát hiện vào những năm 1970, vẫn còn trong các thùng đóng gói sẵn ban đầu, và được trả về Potsdam. Bởi vì các hiện vật vẫn còn nguyên vẹn được trả lại, cùng với việc thoát khỏi các trận đánh bom trong Chiến tranh thế giới lần thứ hai, mà cung điện ngày nay trông vẫn y hệt như năm 1918.